# Anatolij Bondartjuk
Anatolij Pavlovytj Bondartjuk (ukrainska: Анатолій Павлович Бондарчук), född den 31 maj 1940 i Starokostiantjniv i Ukrainska SSR i Sovjetunionen, är en sovjetisk friidrottare inom släggkastning.
Han tog OS-guld i släggkastning vid friidrottstävlingarna 1972 i München. 